# Офенхаузен (Средња Франконија)
Офенхаузен (њем. Offenhausen) град је у њемачкој савезној држави Баварска. Једно је од 27 општинских средишта округа Нирнбергер Ланд. Према процјени из 2010. у граду је живјело 1.587 становника. Посједује регионалну шифру (AGS) 9574145.

## Географски и демографски подаци
Офенхаузен се налази у савезној држави Баварска у округу Нирнбергер Ланд. Град се налази на надморској висини од 387 метара. Површина општине износи 22,5 km². У самом граду је, према процјени из 2010. године, живјело 1.587 становника. Просјечна густина становништва износи 71 становника/km².